# 花輪の聖母子 (ブリューゲル、ルーヴル美術館)
『花輪の聖母子』（はなわのせいぼし、仏: La Vierge, l'Enfant Jésus et des anges au milieu d'une guirlande de fleurs、英: The Virgin and Child in a Garland of Flowers）は、1616-1617年にキャンバス上に油彩で制作された絵画である。17世紀フランドルのバロック期の画家ヤン・ブリューゲル (父) が花を、ピーテル・パウル・ルーベンスが人物を描いた。おそらく1621年にヤンの庇護者であったミラノの大司教フェデリコ・ボッロメーオに贈られた作品であり、大司教の書簡には2人の共同制作についての批評が述べられている。その後、作品は大司教が設立したアンブロジアーナ図書館に所蔵されていたが、フランス革命中の1796年にフランス軍により略奪されて以降、パリのルーヴル美術館に所蔵されている。

## 作品
フランドルでは、人物画家と、風景、動物、静物の専門画家との共同制作は16世紀初頭に誕生し、絵画の専門家が進んだ16世紀末から著しく流行するようになった。ルーベンスはイタリア滞在をする以前の1598-1600年にすでにヤン・ブリューゲルと共同制作を行っていたが、イタリアからフランドルに戻った後にヤンとの共同制作を再開した。2人が共同で制作した作品はおよそ30点あまりが現存している。それらの大部分の作品では年長のヤンが主導的立場にあり、ルーベンスはヤンが描いた多くの動植物であふれる風景中に人物を描きこんだり、花輪の中に聖母子を描いたりしている。
ヤンは、柔らかで繊細な作風から「ビロードのブリューゲル」、また卓越した植物の描写から「花のブリューゲル」と呼ばれた。微妙に調整された色彩からわかるように、この絵画の花輪は単なる付加的な装飾にとどまらず、不可欠の要素である。それは聖母マリアの頭上の花輪を拡大したもののように見える。また、慎重な花の選択と配置により、花輪と人物との間に象徴的な関係が確立され、聖母の頭の隣にあるユリの花は聖母の純潔を象徴している。
なお、ヤンとルーベンスが1617年に共同で制作した『五感の寓意』 (プラド美術館、マドリード) 中の1点「視覚の寓意」の右側には本作とほとんど同じ「花輪の聖母子」が描かれている。

## ギャラリー

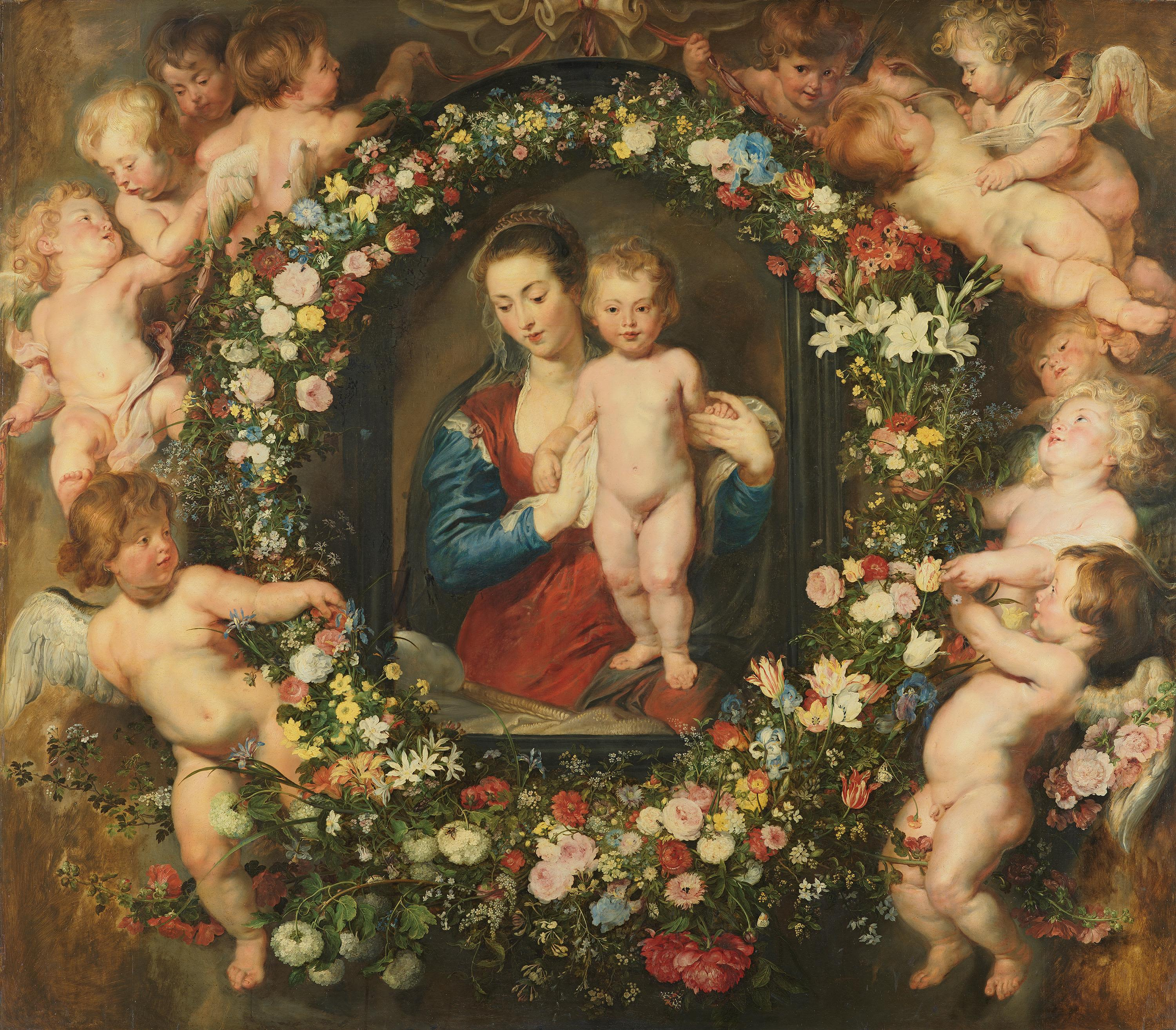
ヤン・ブリューゲル、ルーベンス『花輪の聖母子』（1616-1618年ごろ）、アルテ・ピナコテーク、ミュンヘン
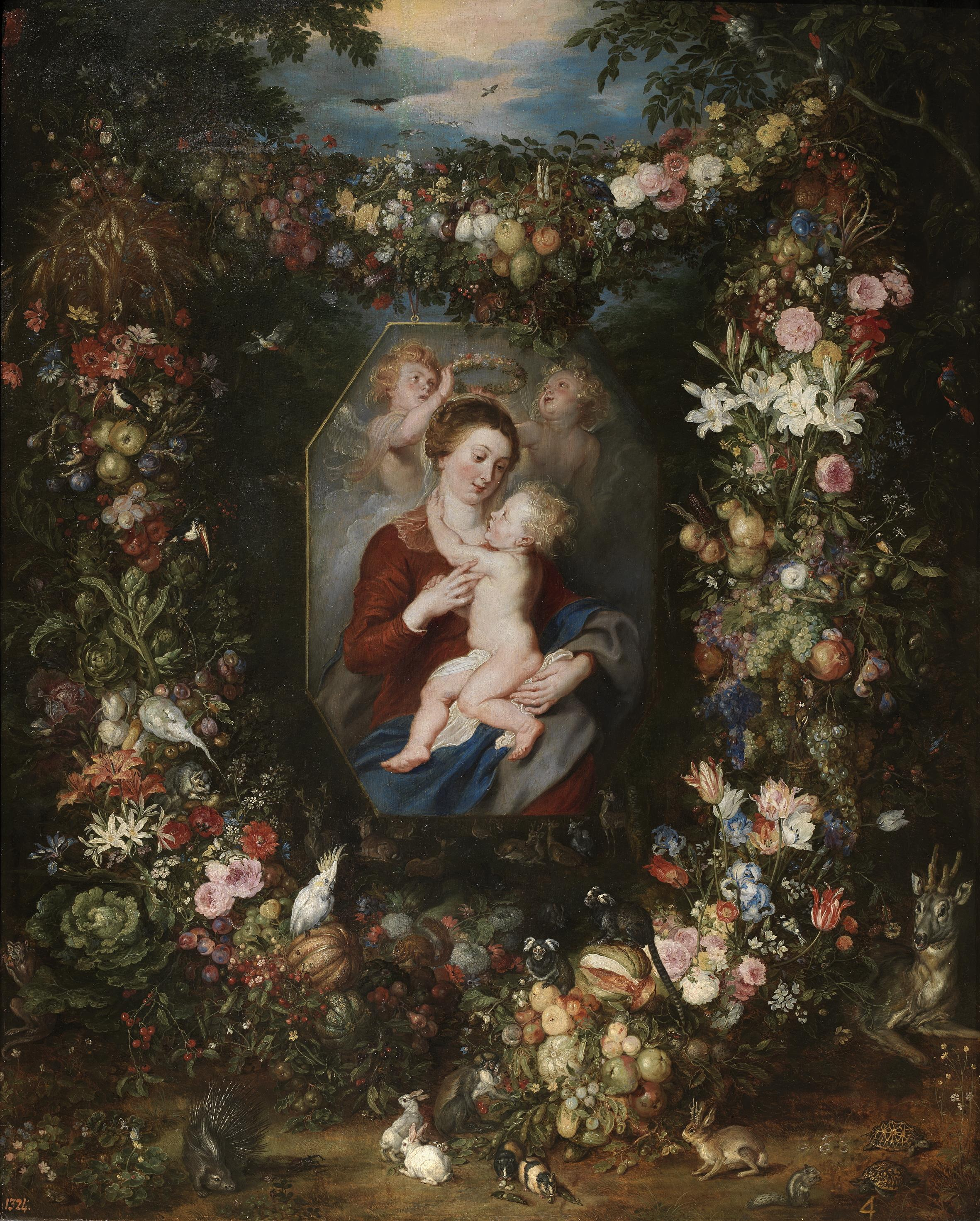
ヤン・ブリューゲル、ルーベンス『花輪の聖母子』（1617-1621年）、プラド美術館、マドリード
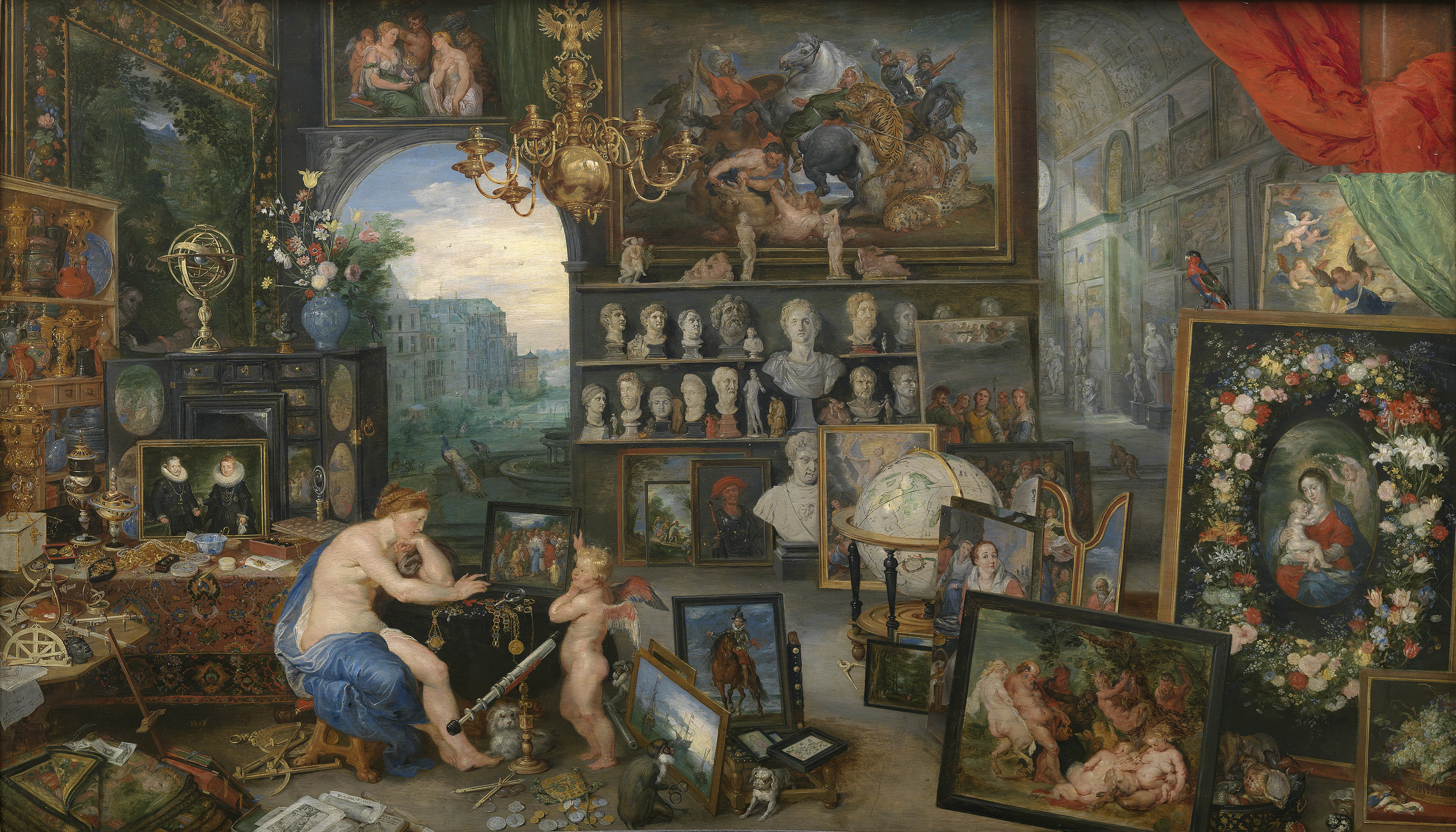
ヤン・ブリューゲル、ルーベンス『視覚の寓意』（1617年）、プラド美術館、マドリード